# Jorginho do Império
Jorge Antônio Carlos, ou Jorginho do Império (Rio de Janeiro, 13 de fevereiro de 1944) é um cantor brasileiro, filho de Mano Décio da Viola, um dos fundadores da Império Serrano.
Atualmente reside no bairro carioca de  Madureira, na rua que tem o nome de seu pai e fica próxima à Império Serrano. Jorginho também é radialista, onde comanda o programa Barracão do Samba da Rádio Livre 1440, ao lado de Marcelo Pacífico.

## Biografia
Na beira do mar, canção lançada em 1975, foi o seu grande sucesso. Começou sua carreira ao lado do amigo Martinho da Vila. Em 1971 foi eleito "cidadão samba do Estado da Guanabara".
Foi o principal intérprete do Império Serrano em três carnavais: 1996 a 1997, e 1999. Também na mesma escola, exerceu a função de diretor de carnaval.
Lançou em 06 de Janeiro de 2011 o site barracaodosamba.com, de onde transmite o seu programa para a web e muitos artigos sobre sambistas e o mundo do samba.

## Discografia
Álbuns de estúdio
- 1973: Brasil... Quem Quiser Pode Ir
- 1974: Pedra 90
- 1975: Viagem Encantada
- 1976: Samba 1976
- 1976: Eu e Meu Pandeiro
- 1977: Medalhas e Brasões
- 1978: Agora Sim...
- 1979: Felicidade
- 1980: Festa do Preto Forro
- 1981: Jorginho do Império
- 1982: Coisa Boa
- 1983: Viva Meu Samba
- 1984: Alma Imperiana
- 1985: Festa do Samba
- 1987: Jorginho do Império
- 1988: Meu Samba
- 1995: Um Cidadão do Samba

Coletâneas
- 1981: Os Grandes Sucessos de Jorginho do Império
- 1994: A Popularidade de Jorginho do Império
- 2001: 20 Super Sucessos

Ao vivo
- 2002: Pra Quem Gosta de Samba: Ao Vivo
- 2012: O Filho do Imperador